# Hólsá
Hólsá – rzeka w południowej Islandii, powstaje z połączenia rzek Ytri-Rangá i Þverá około 8 km na południowy zachód od miasta Hella. Po kilkunastu kilometrach uchodzi do Oceanu Atlantyckiego około 6 km na południe od miejscowości Þykkvibær. Jej średni przepływ u ujścia wynosi 100 m³/s – pod tym względem należy do największych rzek na wyspie.
Na większości swojego biegu stanowi granicę między gminami Rangárþing ytra i Rangárþing eystra.
Rzeka znana jest jako łowisko łososia i troci wędrownej.